# Кубок вызова МХЛ 2023
Кубок вызова МХЛ 2023 — двенадцатый в истории Кубок вызова Молодёжной хоккейной лиги, который состоялся 3 декабря 2023 в Туле в Ледовом дворце и завершился победой команды «Запад» со счётом 5:3.

## Составы команд
| Сборная Востока | Сборная Востока | Сборная Востока   | Сборная Востока    | Сборная Запада | Сборная Запада | Сборная Запада      | Сборная Запада     |
| --------------- | --------------- | ----------------- | ------------------ | -------------- | -------------- | ------------------- | ------------------ |
| №               | Гр.             | Фамилия Имя       | Команда            | №              | Гр.            | Фамилия Имя         | Команда            |
| Вратари         |                 |                   |                    |                |                |                     |                    |
| 30              | Россия          | Сергей Мурашов    | Локо               | 80             | Россия         | Руслан Хажеев       | Белые Медведи      |
| 40              | Россия          | Егор Корзин       | МХК Спартак        | 88             | Россия         | Евгений Волохин     | Мамонты Югры       |
| Защитники       |                 |                   |                    |                |                |                     |                    |
| 3               | Беларусь        | Иван Шатило       | Динамо-Шинник      | 8              | Россия         | Раян Хузиханов      | Ирбис              |
| 38              | Россия          | Даниил Булыгин    | Академия Михайлова | 26             | Россия         | Никита Ишимников    | Чайка              |
| 39              | Россия          | Игорь Вербицкий   | МХК Динамо Мск     | 42             | Россия         | Владислав Юсупов    | Белые Медведи      |
| 49              | Россия          | Марк Ульев        | Локо               | 43             | Россия         | Александр Лукин     | Сибирские Снайперы |
| 52              | Россия          | Алексей Егоров    | СКА-1946           | 64             | Россия         | Григорий Морозов    | Реактор            |
| 67              | Россия          | Кирилл Васильев   | Русские Витязи     | 81             | Россия         | Арсений Варлаков    | Чайка              |
| 70              | Россия          | Егор Родионов     | МХК Динамо СПб     | 83             | Россия         | Динис Кадыров       | Белые Медведи      |
| 76              | Россия          | Матвей Шуравин    | Красная Армия      | 89             | Россия         | Павел Ковальчук     | Авто               |
| Нападающие      |                 |                   |                    |                |                |                     |                    |
| 6               | Россия          | Иван Рябов        | МХК Спартак        | 5              | Россия         | Данил Шерстнёв      | Ирбис              |
| 9               | Беларусь        | Даниил Липский    | Динамо-Шинник      | 10             | Россия         | Сергей Колесников   | Толпар             |
| 13              | Россия          | Матвей Брынцев    | Академия Михайлова | 13             | Россия         | Илья Квочко         | Стальные Лисы      |
| 14              | Россия          | Матвей Поляков    | СКА-1946           | 14             | Россия         | Владимир Коробинцев | Мамонты Югры       |
| 22              | Россия          | Егор Соловьёв     | Красная Армия      | 16             | Россия         | Александр Шэн       | Мамонты Югры       |
| 25              | Россия          | Игорь Чернышов    | МХК Динамо Мск     | 19             | Беларусь       | Даниил Омелюсик     | Чайка              |
| 59              | Россия          | Игнат Лутфуллин   | СКА-Юниор          | 21             | Россия         | Александр Филатьев  | Омские Ястребы     |
| 69              | Россия          | Эмиль Пьянов      | Алмаз              | 27             | Россия         | Дмитрий Киржаков    | Белые Медведи      |
| 71              | Россия          | Максим Замула     | Крылья Советов     | 39             | Россия         | Андрей Козлов       | Стальные Лисы      |
| 86              | Россия          | Максим Мальцев    | Локо               | 72             | Россия         | Денис Малов         | Омские Ястребы     |
| 91              | Россия          | Артемий Кузнецов  | Капитан            | 93             | Россия         | Вячеслав Малов      | Омские Ястребы     |
| 98              | Россия          | Владислав Романов | СКА-1946           | 97             | Россия         | Владимир Михалёв    | Сибирские Снайперы |
| Тренеры         |                 |                   |                    |                |                |                     |                    |
|                 | Россия          | Егор Башкатов     | Алмаз              |                | Россия         | Дмитрий Бурлуцкий   | Мамонты Югры       |
|                 | Россия          | Олег Таубер       | Локо               |                | Россия         | Виталий Черночуб    | Омские Ястребы     |
|                 | Беларусь        | Андрей Михалёв    | Динамо-Шинник      |                | Россия         | Марат Аскаров       | Белые Медведи      |

«Жирным» выделены хоккеисты, выбранные в стартовые пятёрки.

## Ход игры
| 3 декабря 2023 | Запад | 5 : 3 (2:3, 0:0, 3:0) | Восток | Ледовый дворец, Тула Зрителей: 3 601 |

| Отчёт | Отчёт                                           | Отчёт | Отчёт                   | Отчёт                                                                              |
| --- | ----------------------------------------------- | --- | ----------------------- | ---------------------------------------------------------------------------------- |
| |                                                 | |                         |                                                                                    |
| | Мурашов (29:37, Корзин)                         | Вратари | Волохин (29:37, Хажеев) | Судьи: Главные: Угрюмов (Тюмень) Якимов (Новочебоксарск) Линейные: Архипов Новиков |
| | Голы:                                           | |                         | Судьи: Главные: Угрюмов (Тюмень) Якимов (Новочебоксарск) Линейные: Архипов Новиков |
| Чернышов (Пьянов) 08:49 Поляков (Ульев, Романов) 17:22 Брынцев (Чернышов) 50:32 Родионов 56:36 Чернышов 59:32 (en) | 0 : 1 0 : 2 1 : 2 1 : 3 2 : 3 3 : 3 4 : 3 5 : 3 | Михалёв (Д. Малов, Филатьев) 03:31 (5x4) Колесников (Филатьев) 06:58 Колесников (Козлов, Филатьев) 13:32 (5x4) |                         | Судьи: Главные: Угрюмов (Тюмень) Якимов (Новочебоксарск) Линейные: Архипов Новиков |
| |                                                 | |                         | Судьи: Главные: Угрюмов (Тюмень) Якимов (Новочебоксарск) Линейные: Архипов Новиков |
| |                                                 | |                         | Судьи: Главные: Угрюмов (Тюмень) Якимов (Новочебоксарск) Линейные: Архипов Новиков |
| |                                                 | |                         | Судьи: Главные: Угрюмов (Тюмень) Якимов (Новочебоксарск) Линейные: Архипов Новиков |
| 10 мин | Штраф                                           | 2 мин |                         | Судьи: Главные: Угрюмов (Тюмень) Якимов (Новочебоксарск) Линейные: Архипов Новиков |
| |                                                 | |                         |                                                                                    |
| | 32                                              | Броски | 27                      |                                                                                    |